# David Jensen (Bildhauer)

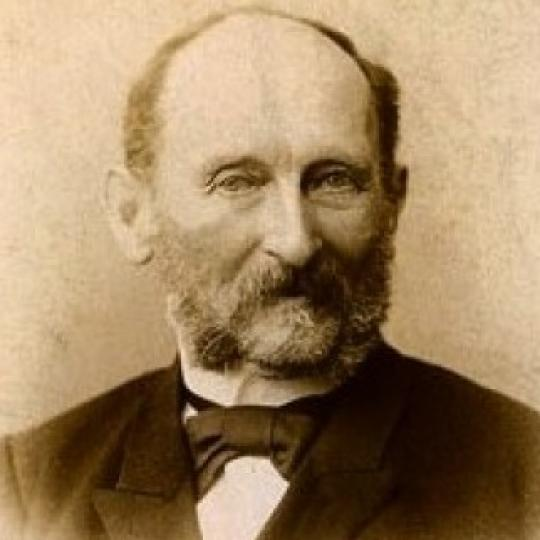
David Jensen

David Iwanowitsch Jensen (russisch Давид Иванович Йенсен; * 19. November 1816 in Kopenhagen; † 10. Januarjul. / 23. Januar 1902greg. in St. Petersburg) war ein dänisch-russischer Bildhauer und Hochschullehrer.

## Leben
Jensen, Sohn eines Tischlergesellen, studierte an der Königlich Dänischen Kunstakademie bei Bertel Thorvaldsen. 1841 erhielt er für sein Basrelief Christus im Hause Marthas und Marias die Große Geldmedaille der Akademie.
1841 wurde Jensen nach St. Petersburg gerufen, um Bildhauerarbeiten im Mariinski-Palast der Großfürstin Marija Nikolajewna durchzuführen. Dort fertigte er einige kleine Basreliefs und Karyatiden an. 1843–1847 lehrte er an der Zeichenschule der Kaiserlichen Gesellschaft zur Förderung der Künste. 1845 erhielt er für sein Basrelief Der Kentaur lehrt Achilleus das Bogenschießen die Anerkennung als freier Künstler. 1847 eröffnete er mit Johann Reimers die erste Werkstatt in Russland für das Brennen von skulpturalen Kunstgegenständen und Dekorationen aus besonders fester Terrakotta.
Jensen schuf Basreliefs, Büsten, Vasen, Statuen, Brunnen und Kamine. Er stattete die Paläste der Großfürsten Nikolai Nikolajewitsch, Michael Nikolajewitsch, Sergei Alexandrowitsch und Pawel Alexandrowitsch mit Skulpturen aus und ebenso die Neue Eremitage (1847) und den Belosselski-Beloserski-Palast (1850). Für die St. Petersburger Manege schuf er einen Terrakotta-Giebel, der in der Zeit der Sowjetunion abgebaut wurde. Er gestaltete die Kaiserzimmer in den Bahnhöfen der Zarskoje-Selo-Bahn. 1859 schuf er das Denkmal für James Wylie und den Hygieia-Brunnen für die Militärmedizinische Akademie. 1860 erhielt er einen Brillantring für Skulpturen für die Alexander-Newski-Kirche im Alexander-Park des Schlosses Peterhof, dessen Kaiserliche Hauptpferdeställe er ausschmückte. In St. Petersburg schmückte er das Brunnenhaus der Grafen Scheremetew, das Archiv des Staatsrats, das Theater an der Fontanka, das Grand Hotel Europe und die Große Choral-Synagoge aus. Er gestaltete auch den Skulpturenschmuck reich ausgestatteter Mietshäuser, Steinvillen und öffentlicher Gebäude  der Projekte Pawel Juljewitsch Sjusors.
1857 erhielt Jensen die russische Staatsbürgerschaft und für sein Basrelief Achilleus kommt aus dem Kampf mit dem Körper des besiegten Hektors die Ernennung zum Mitglied der Kaiserlichen Akademie der Künste. 1868 wurde er für seine Diana-Statue zum Professor der Akademie ernannt. Zu seinen Schülern gehörten Alexander Michailowitsch Opekuschin und Leopold Bernhard Bernstamm.
Jensen wurde auf dem lutherischen Teil des Smolensker Friedhofs in St. Petersburg begraben.

## Werke

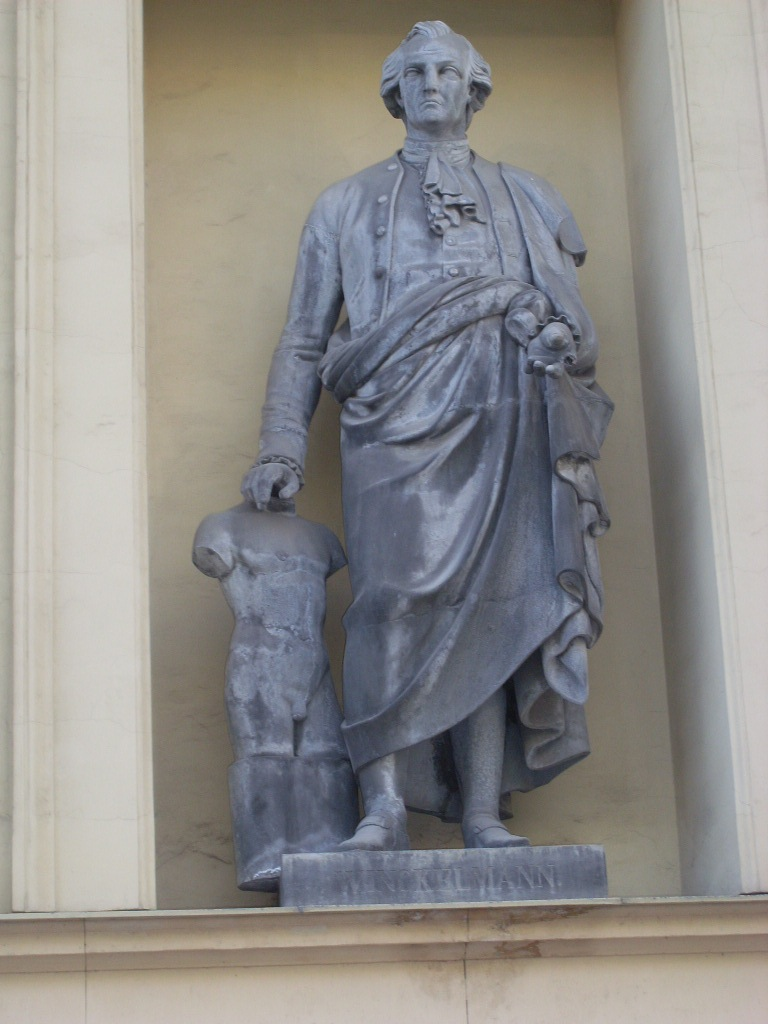
Johann Joachim Winckelmann, Neue Eremitage, St. Petersburg
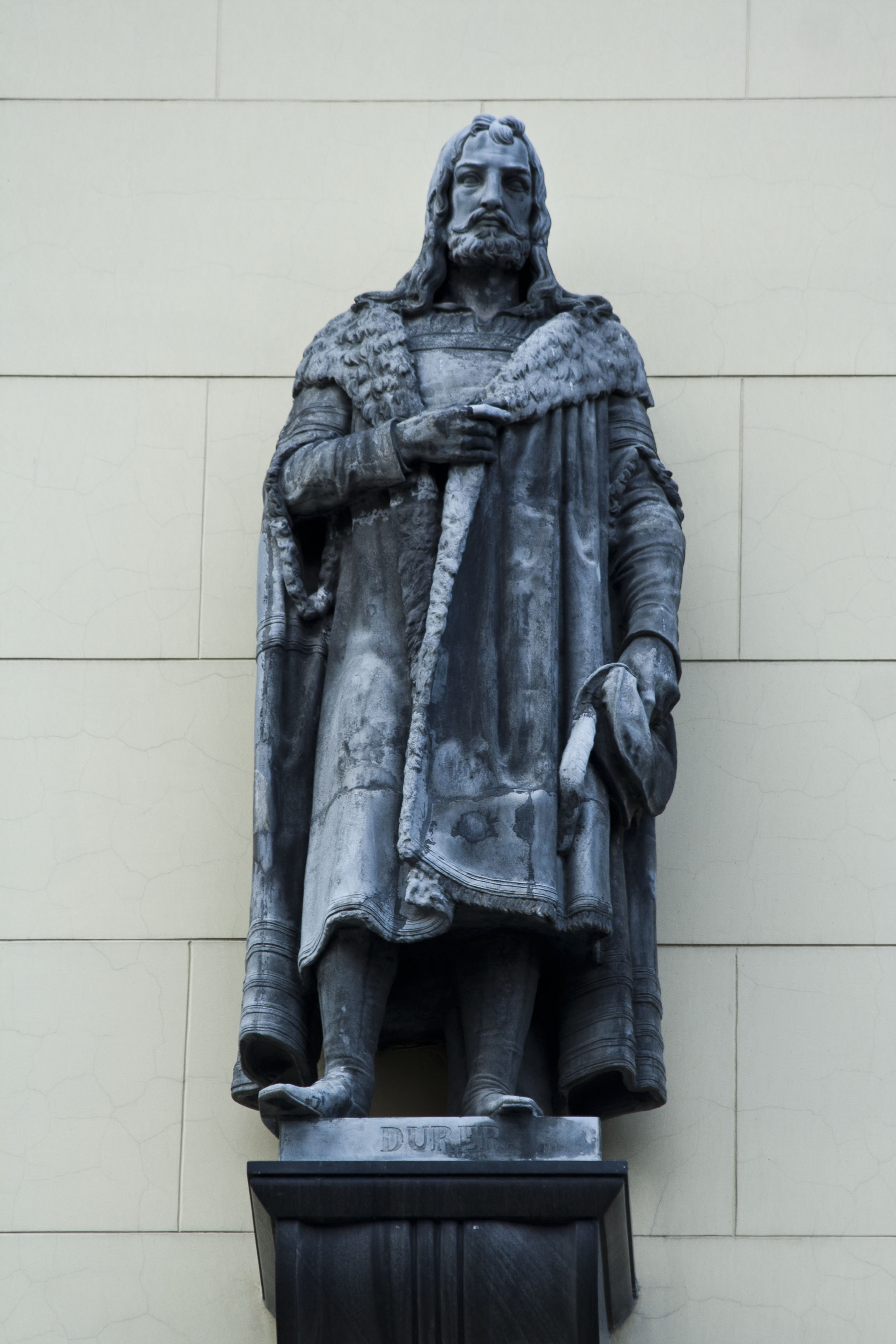
Albrecht Dürer, Neue Eremitage, St. Petersburg
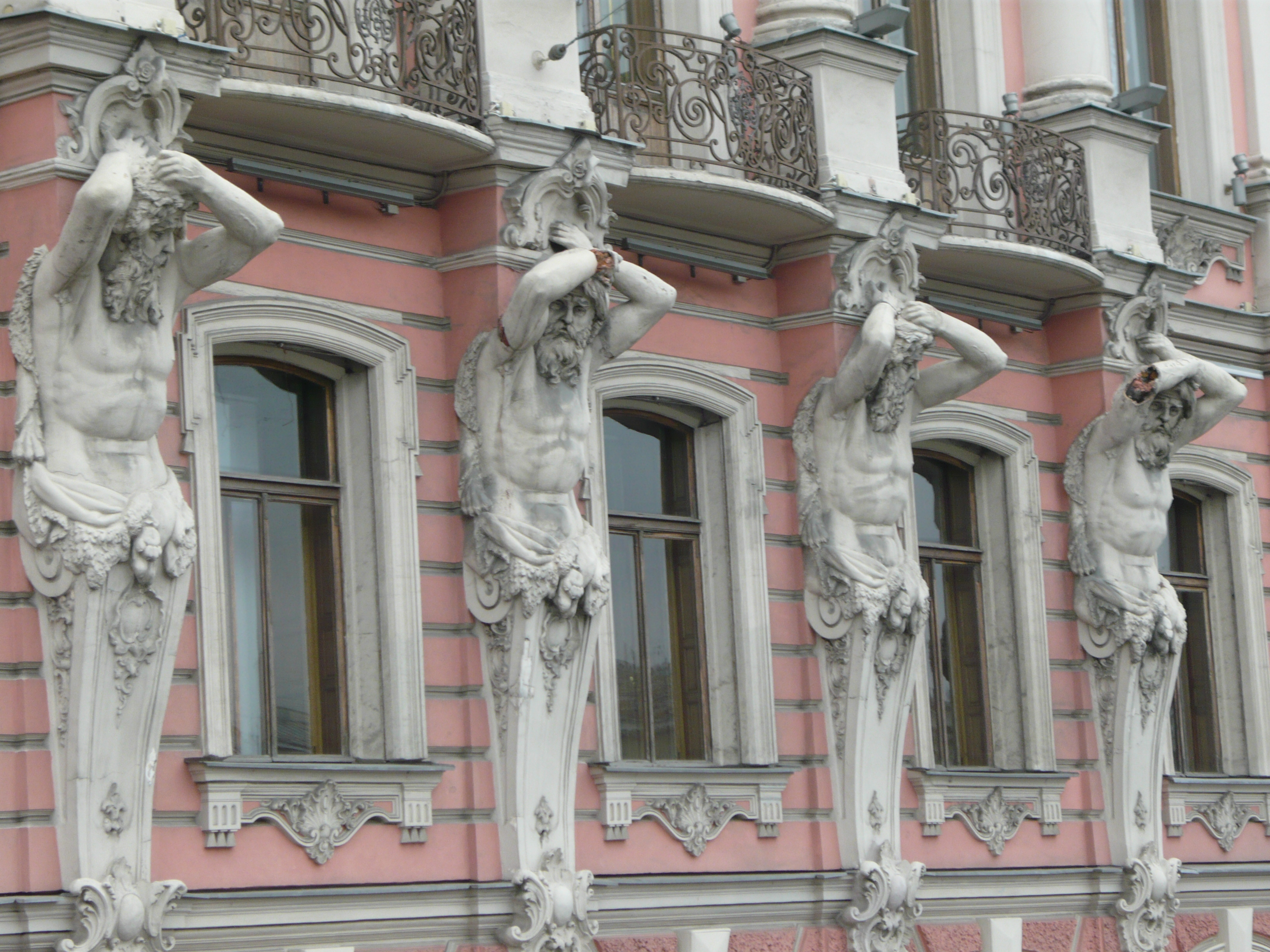
Atlanten,  Belosselski-Beloserski-Palast, St. Petersburg
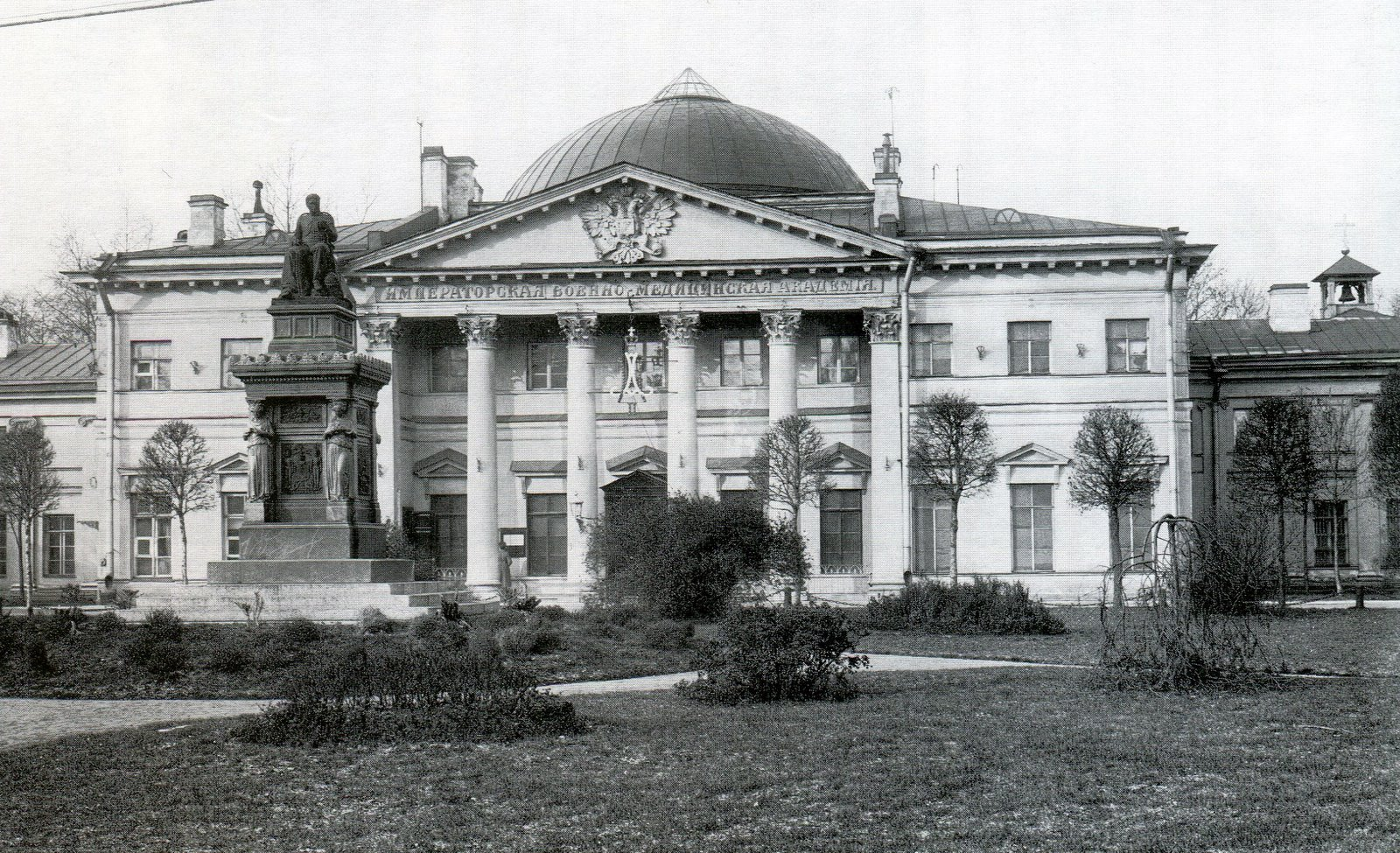
Wylie-Denkmal, Militärmedizinische Akademie, St. Petersburg
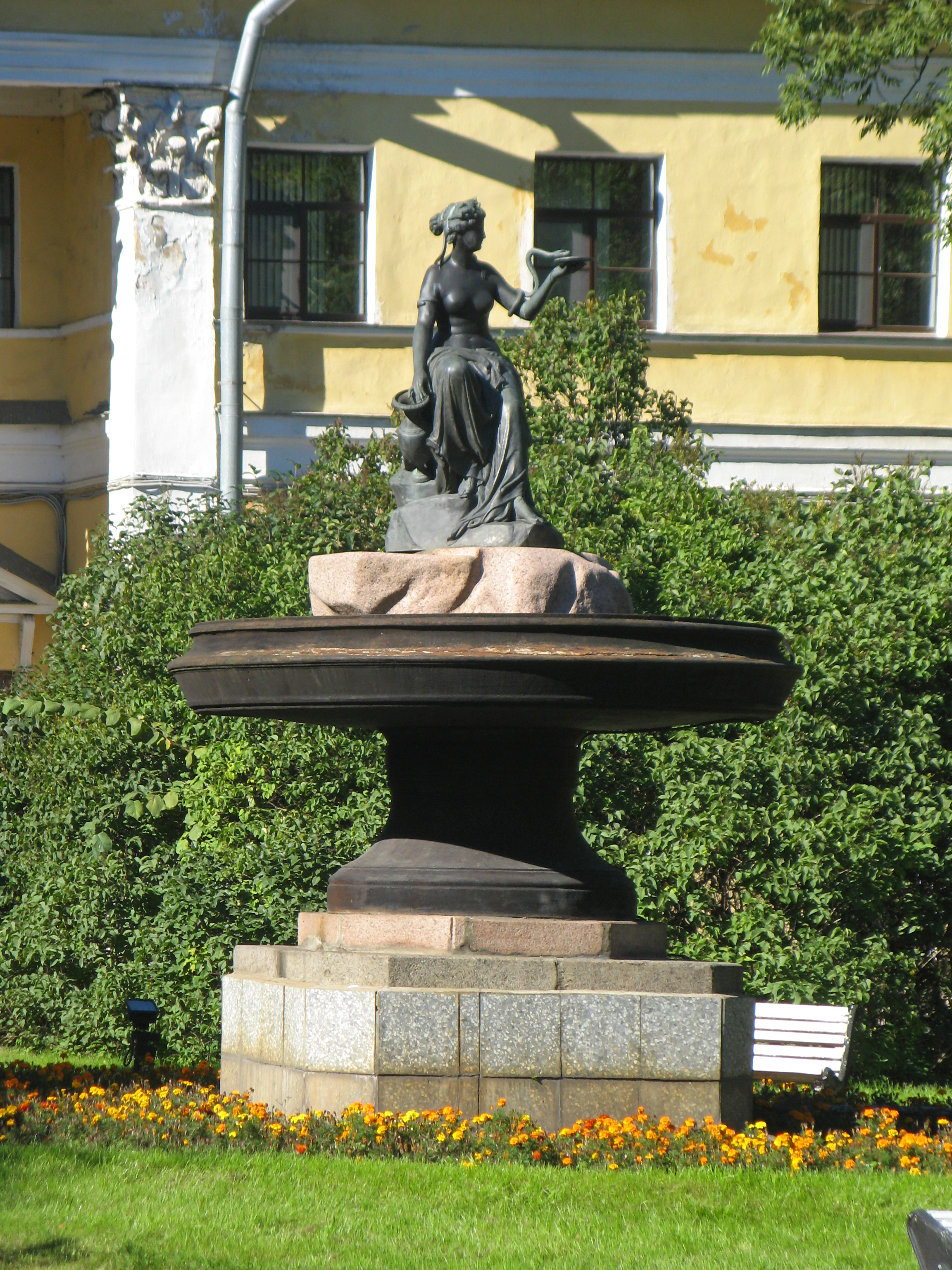
Hygieia-Brunnen, Militärmedizinische Akademie, St. Petersburg
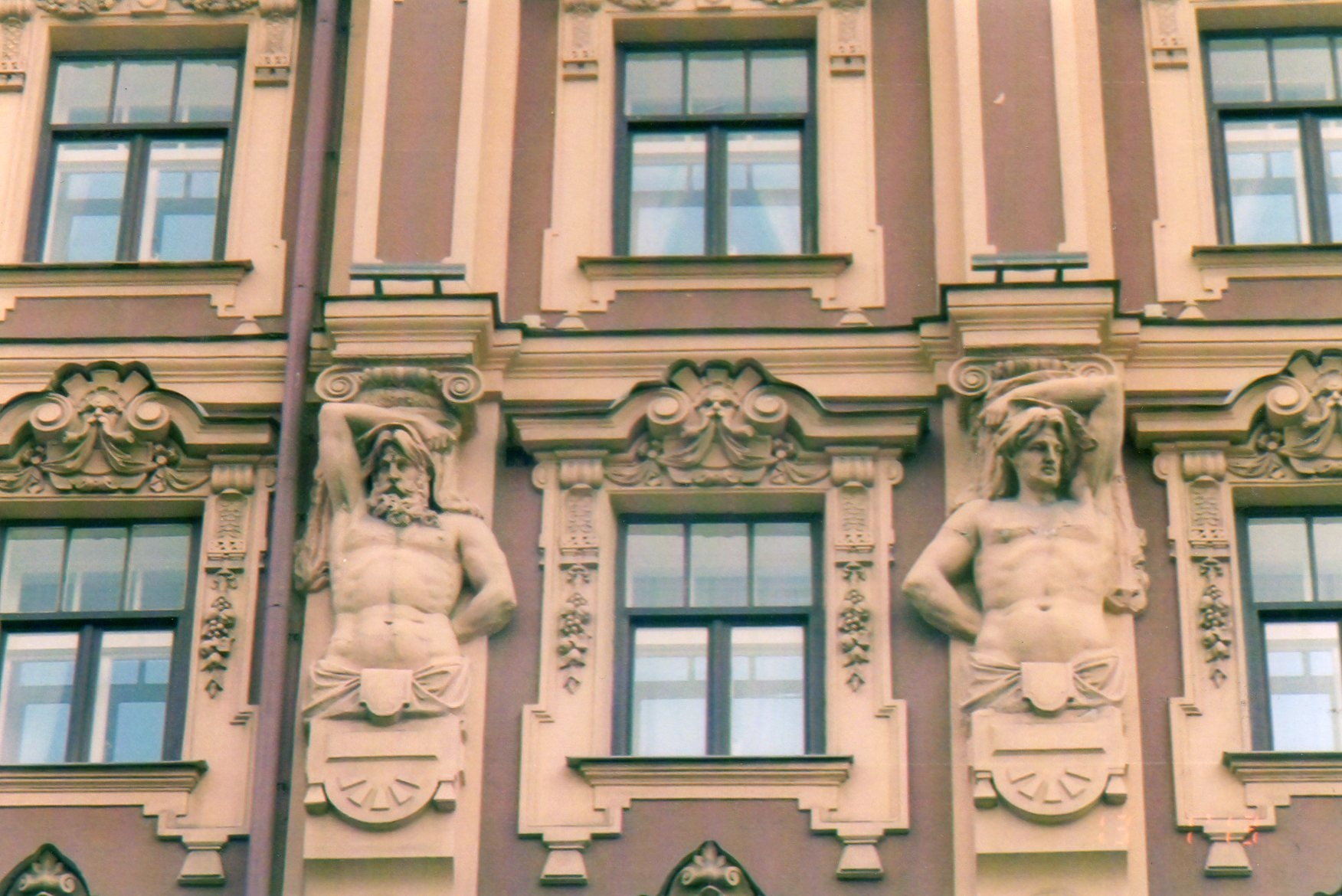
Atlanten, Grand Hotel Europe, St. Petersburg
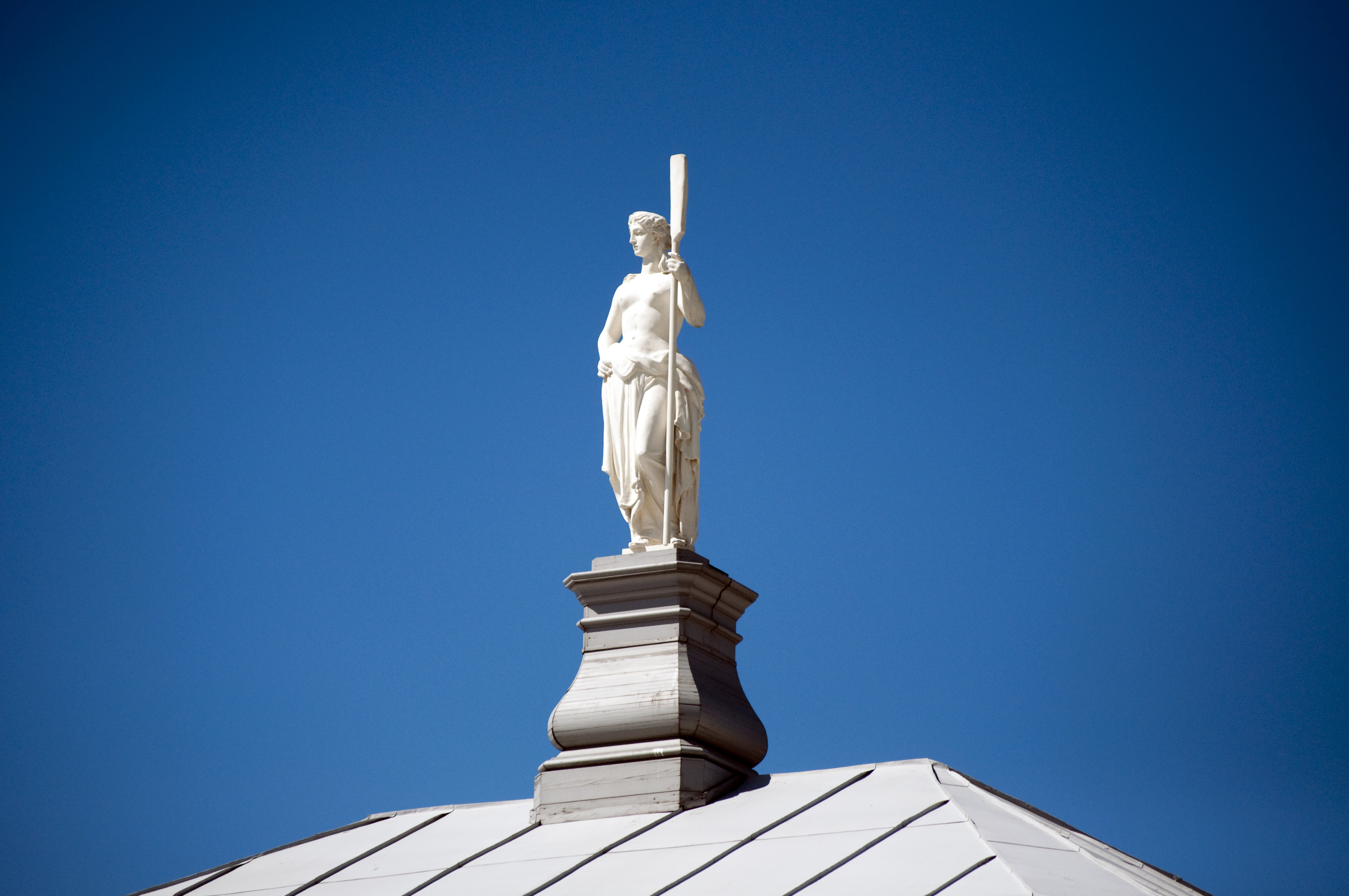
Engel auf dem Bootshaus der Peter-und-Paul-Festung, St. Petersburg
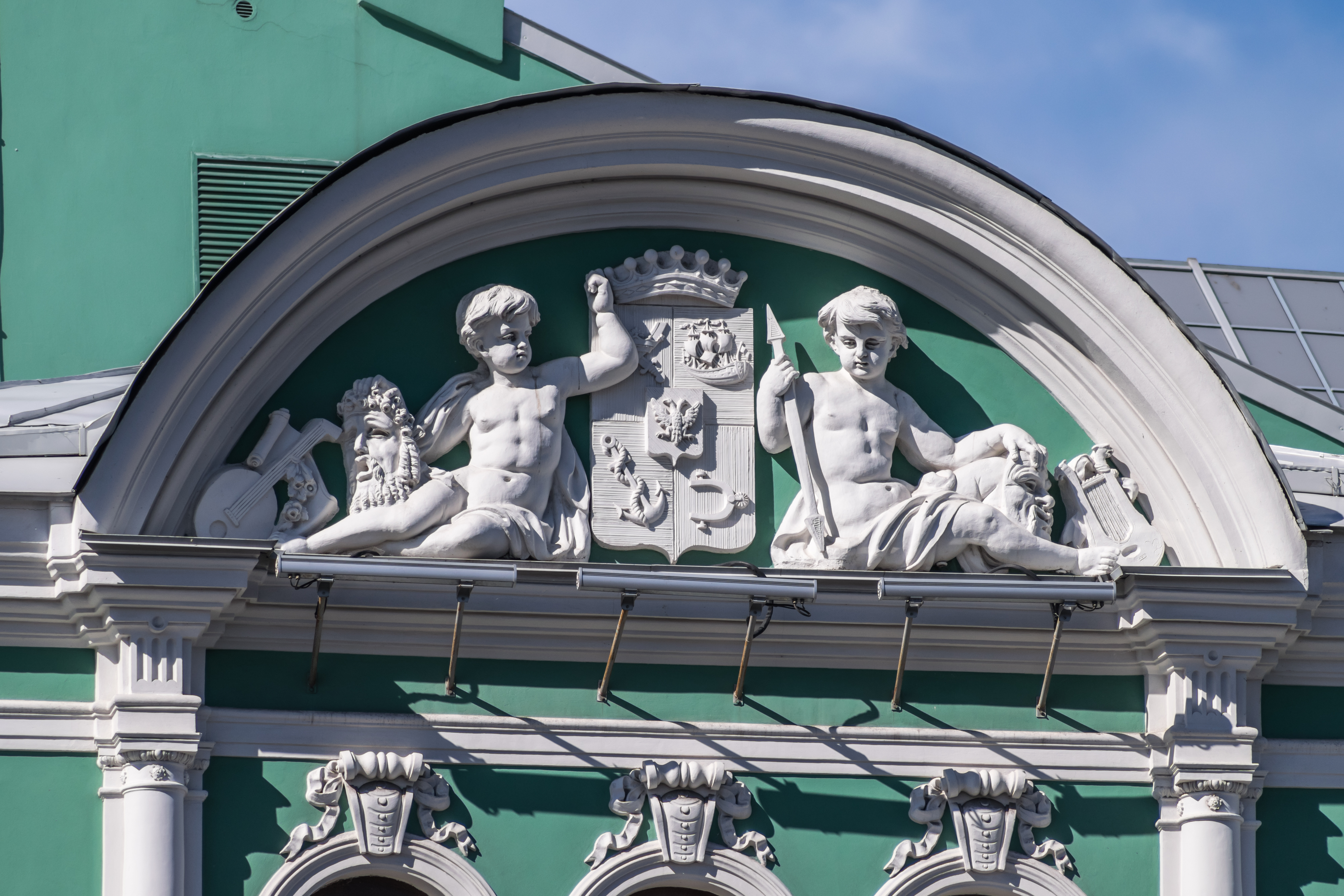
Theater an der Fontanka, St. Petersburg